# Cochorco (distrito)
Cochorco é um distrito do Peru, departamento de La Libertad, localizada na província de Sánchez Carrión.

## Transporte
O distrito de Cochorco é servido pela seguinte rodovia:
- PE-10C, que liga a cidade de Huancaspata ao distrito de Chugay[1][2][3]